# تششمة أيوب
تششمة أيوب (بالفارسية: چشمه ایوب) هي قرية تقع في قسم قلندرآباد الريفي في إيران. يقدر عدد سكانها بـ 51 نسمة بحسب إحصاء 2016.